# Estado Han
Han (chino tradicional: 韓, Wade-Giles: Han2, pinyin: Hán) (403 a. C.-230 a. C.) fue un reino de la época de los Reinos Combatientes en China. No ha de ser confundido con Corea del Sur que comparte el mismo carácter.
Su territorio bloqueaba el paso directo al Estado Qin en las llanuras del norte de China, convirtiéndose en objetivo frecuente de las expediciones Qin. A pesar de las reformas realizadas en Han para fortalecer su poder, sobre todo bajo el famoso legalista Shen Buhai, nunca vencería a Qin. De hecho fue el primero de los seis reinos en ser conquistador por Qin.
La invasión de Han por Qin en la provincia de Shangdang (上黨) llevó a la batalla más sangrienta de todo el período, Changping, en el 260 a. C.
Inicialmente sus gobernantes se titulaban vizcondes (子, zǐ), pero tras volverse soberanos en rey Zhou les reconoció como marqueses (侯, hóu). Finalmente, desde 323 a. C. se denominaron reyes (王, Wáng).

## Cumbre

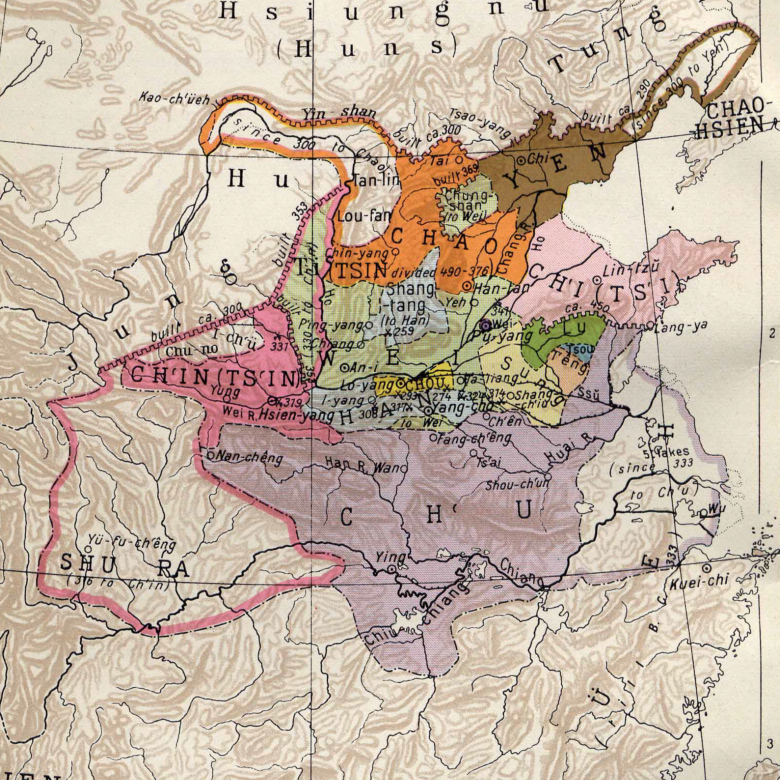
Estados de los Reinos Combatientes.

De acuerdo con el Shiji, la familia Han desciende de los reyes Zhou. Estos entregaron Hanyuan (韓原) a la familia Han, desde el cual ganarían poder e influencia. En el 403 a. C., el Marqués Jing de Han (韓景侯), junto con el Marqués Wen de Wei y el Marqués Lie de Zhao, dividieron el estado Jin en tres: Han, Wei y Zhao, hecho con el que comenzaría el período de los Reinos Combatientes y la independencia política de Han. El Rey Lie de Zhou fue obligado a reconocer los nuevos estados, elevando a la categoría de marqueses a sus gobernantes.

## Apogeo
El apogeo de Han llegó durante el gobierno del Marqués Xi que nombró a Shen Buhai (申不害) canciller y siguió las doctrinas legalistas.

## Caída
Debido a la naturaleza de la escisión de Jin, el estado de Han se encontraba rodeado por otros poderosos estados como Chu, Qin, y Wei. Han era el más pequeño de los siete estados y fue sobrepasado militarmente por sus poderosos vecinos. Llegó a perder la capacidad de defenderse por sí mismo, necesitando el apoyo de sus vecinos hasta la conquista por Qin en el 230 a. C.

## Personajes ilustres
El personaje más importante de Han es el filósofo legalista Han Fei. Otro personaje famoso fue Zhang Liang, que ayudó en la fundación de la dinastía Han.

## Lista de gobernantes Han
| Título(s)                                                                                              | Nombre               | Reinado               |
| Pre-State sovereigns                                                                                   | Pre-State sovereigns | Pre-State sovereigns  |
| --- | -------------------- | --------------------- |
| Vizconde Xian de Han 韓獻子                                                                            | Hán Jué 韓厥         |                       |
| Vizconde Xuan de Han 韓宣子                                                                            | Hán Qǐ 韓起          |                       |
| Vizconde Zhen de Han 韓貞子                                                                            | Hán Xū 韓須          |                       |
| Vizconde Jian de Han 韓簡子                                                                            | Hán Bùxìn 韓不信     |                       |
| Vizconde Zhuang de Han 韓莊子                                                                          | Hán Gēng 韓庚        |                       |
| Vizconde Kang de Han 韓康子                                                                            |                      |                       |
| Vizconde Wu de Han 韓武子                                                                              | Hán Qǐzhāng 韓啓章   | 424 a. C. – 409 a. C. |
| Soberanos                                                                                              |                      |                       |
| Marqués Jing de Han 韓景侯                                                                             | Hán Qián 韓虔        | 408 a. C. – 400 a. C. |
| Marqués Lie de Han / Marqués Wu de Han 韓烈侯 / 韓武侯                                                 | Hán Qǔ 韓取          | 399 a. C. – 387 a. C. |
| Marqués Wen de Han 韓文侯                                                                              |                      | 386 a. C. – 377 a. C. |
| Marqués Ai de Han 韓哀侯                                                                               |                      | 376 a. C. – 374 a. C. |
| Marqués Gong de Han / Marqués Zhuang de Han / Marqués Yi de Han 韓共侯 / 韓莊侯 / 韓懿侯               | Hán Ruòshān? 韓若山? | 374 a. C. – 363 a. C. |
| Marqués Xi de Han / Marqués Zhao de Han 韓厘侯 / 韓昭侯                                                |                      | 362 a. C. – 333 a. C. |
| King Xuanhui de Han / King Xuan de Han / Marqués Wei de Han (before 323 BC) 韓宣惠王 / 韓宣王 / 韓威侯 |                      | 332 a. C. – 312 a. C. |
| King Xiang de Han / King Xiang'ai de Han / King Daoxiang de Han 韓襄王 / 韓襄哀王 / 韓悼襄王           | Hán Cāng 韓倉        | 311 a. C. – 296 a. C. |
| King Xi de Han 韓厘王                                                                                  | Hán Jiù 韓咎         | 295 a. C. – 273 a. C. |
| King Huanhui de Han 韓桓惠王                                                                           |                      | 272 a. C. – 239 a. C. |
| King Fei de Han / King An de Han 韓廢王 / 韩王安                                                       | Hán Ān 韓安          | 238 a. C. – 230 a. C. |